# Oicumenă

O reconstituire modernă a cum ar fi arătat oicumena, după Herodot, secolul V î.Hr.

Oicumenă (de asemenea și ecumenă) este un termen folosit la origine în lumea greco-romană, pentru a desemna suprafața locuită a lumii (sau cel puțin aceea care era cunoscută).  Termenul provine din grecescul οἰκουμένη (oikouménē, participiul feminin prezent al verbului οἰκέω, oikéō, „a locui”). În prezent, face referire la suprafața de pe Terra care este permanent locuită.  Există și un termen care desemnează exact inversul, adică zonele nelocuite, denumit anoicumenă. 